# Chlorid molybdenitý
Chlorid molybdenitý je anorganická sloučenina s chemickým vzorcem MoCl3.

## Příprava
Chlorid molybdenitý lze připravit redukcí chloridu molybdeničného vodíkem, chloridem cínatým (s vyšším výtěžkem), nebo kovovým molybdenem:
MoCl5 + H2 → MoCl3 + 2 HCl
MoCl5 + SnCl2 → MoCl3 + SnCl4
3 MoCl5 + 2 Mo → 5 MoCl3

## Vlastnosti
Chlorid molybdenitý je měděně červený až hnědý prášek, který lze skladovat při pokojové teplotě v inertním plynu. Na vlhkém vzduchu pomalu hydrolyzuje a oxiduje. Je nerozpustný ve vodě, zředěné kyselině chlorovodíkové, acetonu, tetrachlormethanu, benzenu a ethanolu, ale je rozpustný ve zředěné kyselině dusičné a koncentrované kyselině sírové. Při teplotě nad 410 °C disproporcionuje na chlorid molybdenatý a chlorid molybdeničitý.
Chlorid molybdenitý existuje ve dvou polymorfech označovaných alfa (α) a beta (β). Polymorf alfa krystalizuje v jednoklonné krystalové soustavě typu chloridu hlinitého s prostorovou grupou C2/m (číslo 12) a mřížkovými parametry a = 609,2 pm, b = 974,5 pm, c = 727,5 pm, β = 124,6°. Má oktaedrickou koordinační geometrii. Polymorf beta krystalizuje také v jednoklonné soustavě s prostorovou grupou C2/c (číslo 15) a mřížkovými parametry a = 611,5 pm, b = 981,4 pm, c = 1190,6 pm, β = 91,0°. Chlorid molybdenitý existuje také ve formě trihydrátu.

## Komplexy s ethery
Chlorid molybdenitý tvoří etherové komplexy MoCl3(thf)3 a MoCl3(Et2O)3. Jsou to béžové paramagnetické pevné látky. Obě mají oktaedrická centra molybdenu. Diethyletherový komplex se připravuje redukcí roztoku Et2O s MoCl5 práškovým cínem. Starší postupy zahrnují postupnou redukci zahrnující izolaci Mo(IV)-thf komplexu.
Hexa(terc-butoxy)dimolybdenitý komplex lze připravit záměnnou reakcí z MoCl3(thf)3:
2 MoCl3(thf)3 + 6 LiOBu-t → Mo2(OBu-t)6 + 6 LiCl + 6 thf